# Радбод, префект на Остмарк
Радбод или Ратпот (на немски: Radbod, Ratpot) e франкски граф, от 832/833 до 854 г. префект на баварския Остмарк (Marcha Orientalis) и до 856 г. маркграф на Аварската марка и Панонската марка.

## Биография
Той произлиза вероятно от Ратпот от Роксхайм от род Геролдони.
Лудвиг II Немски го поставя за префект на Marcha Orientalis. Столица на неговото Графство Горна Панония е Тулн на Дунав в Долна Австрия, където притежава половината от кралската собственост. Неговата църква в Тулн се нарича още на него.
През 833 г. при Радбод избягва славянският княз Прибина и той го представя на Лудвиг Немски. Скоро те се скарват и князът отива при Ратимир в Славония. Двамата по-късно се сдобряват. През 838 г. Радбод, по заповед на крал Лудвиг, напада Ратимир и го изгонва от Славония. През 848 г., по съвет на Радбод, крал Лудвиг дава на Прибина Блатненското княжество, което е било дадено на Радбод през 839 г.
През 854 г. Радбод потушава въстание, свързано с Ростислав от Великоморавия. Обаче крал Лудвиг Немски го сваля след това и поставя на неговото място през 856 г. най-големият си син Карломан.